# Али Кучук бен Бегтегин
Зейнеддин Али Кучук ибн Бегтегин (ок. 1085 — 1167/1168) — военачальник атабека Мосула и Алеппо Занги. Али-Кучук был другом детства Занги и служил ему как военачальник и вали Мосула и Эдессы. После смерти Занги он служил сыновьям Занги: Сейфеддину Гази, Нуреддину Махмуду и Кутбеддину Мавдуду. Али Кучук способствовал тому, чтобы в 1146 году Сейфеддин Гази наследовал Занги в Мосуле, а в 1149 году Мавдуд наследовал Сейфеддину Гази. Он поддержал Нуреддина Махмуда против его брата Амир Мирана и участвовал в кампаниях Нуреддина против крестоносцев. В награду за службу Занги и его сыновья даровали Али Кучуку Хаккари, Акр эль-Хумейдие (укрепленный замок на востоке Мосула), Синджар, Харран и Шехризор. Иракский сельджукский султан Мухаммед передал ему Тикрит в награду за помощь в борьбе против халифа Аль-Муктафи Лиамриллаха.
Все города, кроме Эрбиля, перед смертью Али Кучук передал Мавдуду.

## Биография

### Происхождение и ранние годы
Али Кучук был сыном туркменского бея по имени Бегтегин. Ибн Халликан называл Али Кучука Али по прозвищу Кучук, а его отца — Бегтегин бен Мухаммед. Историк К. Альптекин, вслед за Ибн Халликаном, называл его Бегтегин бен Мухаммед, то есть полагал, что Мухаммедом звали деда Али Кучука, а историк Г. Безер полагал, что Мухаммедом звали не деда, а отца Али Кучука: Бегтегин было его имя тюркское, от рождения, а Мухаммед — имя после принятия ислама. Ничего, кроме имени, про отца Али Кучука неизвестно.
По словам К. Каэна, судьба Али Кучука «с самого начала была связана с судьбой Занги». Когда в 1094 году был убит отец Занги, Ак-Сункур аль-Хаджиб, Занги, которому было семь или десять лет, жил в Алеппо с туркменами Ак-Сункура. Вместе с ним жил и Али-Кучук, который стал другом и соратником Занги. Турецкий историк К. Альптекин предположил, что Али Кучук был ровесником Занги и родился около 1085 года, поскольку Ибн аль-Асир сообщал, что Али Кучук и Занги были ровесниками.

### На службе у Занги
В 1124/25 году сельджукский султан Ирака Махмуд поручил эмиру Ак-Сункуру аль-Бурсуки руководство джихадом из Мосула. Аль-Бурсуки приказал Занги присоединиться к нему. Занги в это время был шихне в Басре и решил служить не эмиру, а непосредственно султану Махмуду и отправился в Исфахан. Вероятно, он так поступил по совету своего друга Али Кучука.
В 1127 году Занги стал атабеком Мосула, а в 1128 — атабеком Алеппо. В 1131/32 году султан Махмуд умер. Занги, бывший атабеком двух его сыновей, участвовал в борьбе претендентов на трон друг с другом и с халифом аль-Мустаршидом Биллахом. Он осадил Эрбиль, находившийся под властью мелика (так называли сельджукских принцев) Месуда. В итоге он снял осаду, но по мирному соглашению Месуд уступил ему Эрбиль. В 1132 году Занги передал город Али Кучуку. В этот период Эрбиль стал центром расселения туркмен.
Месуд стал сельджукским султаном Ирака в ноябре 1134 года после смерти сына султана Махмуда, Тогрула. В 1136 году Месуд узнал, что его имя удалено халифом из хутбы и в июне осадил Багдад. Али Кучук находился на службе у Занги, и вместе с ним отправился на помощь халифу ар-Рашиду Биллаху, сменившему аль-Мустаршида. Через 51 день войско халифа рассеялось (кроме отряда Занги и Али Кучука), осада окончилась победой Месуда. Занги и Али Кучук вернулись в Мосул перед падением Багдада, взяв с собой халифа ар-Рашида.
В 1138 году византийский император Иоанн Комнин осадил Алеппо. Город был заранее укреплён Занги и усилен войсками под предводительством Али Кучука. Император не смог взять город и в апреле был вынужден отступить. В 1138—1140 годах Али Кучук участвовал в походах Занги против атабека Дамаска. В 1140 году Занги захватил у эмира Кипчака Шехризор и передал его Али Кучуку.
Когда в 1144 году Занги осаждал Эдессу, Али Кучук занимал позицию на северо-западной стороне города. После захвата Эдессы Занги назначил Али Кучука вали города и оставил под его командованием сильный гарнизон и семи командиров. Али Кучуку было поручено перестроить город.
В 1145 году, когда Занги осаждал Биру, его наиб в Мосуле был убит сельджукским меликом (и воспитанником Занги) Феррух-шахом. Восстание было опасно, поскольку его начал сельджукский принц. Поэтому Занги поручил Али Кучуку разобраться с ситуацией в Мосуле. В мае 1145 года Али Кучук подавил восстание и убил всех его участников, в том числе и Феррух-шаха. Когда Занги прибыл в Мосул, он назначил Али Кучука вали города. К тому моменту Али Кучук успел вернуться в Эдессу и предотвратить попытку армян передать Эдессу крестоносцам.
Когда в 1146 году Занги осаждал замок Джабер, он послал Али Кучука захватить Фенек (возле Джазират-ибн-Омара в районе Мосула). Но во время осады Джабера Занги был убит.

### На службе у Сейфеддина Гази
Воспитанник Занги, сельджукид Алп Арслан б. Махмуд сопровождал Занги при осаде Джабера. Узнав о смерти атабека, он решил стать правителем Мосула. Чтобы избежать этого, визири Занги Джамаледдин и Салахаддин отправили к Али Кучуку, управлявшему Мосулом, посланника с сообщением о смерти Занги и просьбой срочно доставить в Мосул старшего сына Занги, Сейфеддина Гази, который правил в Шехризоре . Али Кучук оставил осаду Фенека, благодаря ему Гази вовремя прибыл в город, где Али Кучук установил его власть. Джамаледдин и Али Кучук отправили к султану Месуду посланника с просьбой признать Гази атабеком Мосула. Султан знал Гази много лет, он доверял ему и не имел возражений. Али Кучук поступил на службу к Сейфеддину Гази, который сохранил за ним должность командующего.
Сейфеддин и его брат Нуреддин Махмуд разделили территории (Мосул — Сейфеддину, Алеппо — Нуреддину), однако точных границ между владениями братьев не было. После смерти Занги армяне Эдессы восстали и пригласили в город бывшего правителя, графа Жослена II. Сейфеддин Гази направил Али Кучука с армией в Эдессу, но Нуреддин Махмуд успел до их подхода взять город под свой контроль.
Правление Сейфеддина Гази в Мосуле длилось четыре года. Он болел; в 1149 году прибывший из Багдада прославленный врач констатировал серьёзность болезни и предупредил Джамаледдина и Али Кучука о скором исходе. Они посоветовали Гази назначить наследником его младшего брата Мавдуда, который в том же году стал следующим атабеком Мосула.

### На службе у Мавдуда
В правление Мавдуда влияние Али Кучука возросло. Мавдуд передал ему Синджар.
В 1156 году халиф Аль-Муктафи Лиамриллах, сменивший в 1136 году ар-Рашида, поддержал меликов Сулейман-шаха и Мелик-шаха против иракского сельджукского султана Мухаммеда (правил с 1153). Мухаммед попросил помощи против халифа и меликов у Мавдуда и его регента Али Кучука. Сулейман-шах потерпел поражение в битве против султана, которого поддержала армия Али-Кучука, и бежал. По приказу султана Али Кучук поймал беглеца на перевале Кара-Бели (на главной дороге из Багдада в Мераге) и в июне-июле заточил в замке Мосула. В январе-феврале 1157 года Али Кучук участвовал в осаде Багдада султаном Мухаммедом. Во время этой осады пришло известие, что трон захватил другой сельджукский принц, поддержанный халифом. Мухаммед снял осаду и отступил в Хульван. Во время отступления Али Кучук обеспечивал охрану султана. В награду за помощь Мухаммед передал ему Тикрит.
Когда в 1158 году серьёзно заболел Нуреддин Махмуд, его брат Амир Миран попытался взять власть в Алеппо. Крестоносцы воспользовались этой ситуацией и двинулись к Алеппо. Однако Али Кучук с армией Мосула защитил город, заставив крестоносцев отступить. Когда Нуреддин Махмуд выздоровел, он выступил против бежавшего в Харран Амир Мирана. Али Кучук также присоединился к нему. Когда 20 июня 1159 года Нуреддин захватил Харран, он подарил Али Кучуку город в знак признания его службы.
Воспользовавшись болезнью Нуреддина Махмуда, крестоносцы захватили в 1158 году Харим. После этого Нуреддин Махмуд организовал поход против крестоносцев, обратившись за помощью к окрестным туркменским правителям. Али Кучук откликнулся на призыв. В 1163/64 году у Харима состоялось сражение с крестоносцами. Войско Али Кучука располагалось в засаде. Правое крыло, состоявшее из армий Алеппо и Артукидов, было разбито, но смогло перегруппироваться. Крестоносцы потерпели поражение и потеряли от 8 до 10 тысяч убитыми и столько же пленными. Харим был возвращён Нуреддину Махмуду. После похода Али Кучук вернулся в Мосул.
Желая воспользоваться поражением крестоносцев, Нуреддин призвал туркменских эмиров к новому походу против христиан. Али Кучук и в этот раз первым откликнулся на призыв. В этой кампании были захвачены Химс и Баниас. В обмен на помощь Нуреддин вернул Али Кучуку Ракку, которую он ранее захватил у Сейфеддина Гази.
После смерти султана Мухаммеда в 1159 году сельджукская знать попросила Мавдуда и Али Кучука освободить Сулейман-шаха, чтобы он мог стать иракским сельджукским султаном. В ходе переговоров было достигнуто соглашение, что Мавдуд станет атабеком Сулейман-шаха, а Али Кучук — командующим сельджукской армией. Сулейман-шах получил от Мавдуда и Али-Кучука армию и вооружение для неё. Вместе с Али Кучуком он отправился в Хамадан. Но Али Кучуку не понравилось в Хамадане отношение эмиров по отношению к Сулейман-шаху и они вернулись в Мосул.
Ибн аль-Асир и сообщал, что Али Кучук в 1160 году совершил хадж вместе с дядей Салах ад-Дина, Ширкухом.

### Смерть
В старости Али Кучук ослеп и оглох. В 1167 году он оставил свой пост в Мосуле и удалился в Эрбиль. При этом он передал все свои икта (Хаккари, Акр эль-Хумейдие (укрепленный замок на востоке Мосула), Синджар, Харран, Тикрит и Шехризор), за исключением Эрбиля, Мавдуду. В Эрбиле Али Кучук жил до своей смерти. Ибн Халликан писал, что Али Кучук умер 23 августа 1168 года (11 Зулкада 563 г. х.), Ибн Шаддад — 22 сентября 1168 года. К. Альптекин датировал его смерть сентябрём 1167 года, Г. Безер — 1167/68 годом. Его похоронили в гробнице, которую он построил рядом с мечетью аль-Атик (мечеть Омейядов) в Мосуле. По словам Ибн Халликана, «он дожил до преклонного возраста, некоторые говорят, ему было более ста лет».

## Личность
По словам Ибн Халликана, «его огромное мужество и сила его выделяли. Им были основаны в Мосуле ряд медресе и других замечательных учреждений, предназначенных для благочестивых целей».
Усама ибн-Мункыз писал, что про Али Кучука Занги говорил: «боится великого Аллаха и не боится меня». Аз-Захаби в книге Биографии благородных деятелей писал, что Али Кучук «дожил до ста лет, был слепым и глухим, был одним из лидеров государства Атабеков и ни разу не потерпел поражения».
К. Каэн писал, что Али Кучук «оставил за собой репутацию храброго, честного, умеренного человека и защитника верующих». По словам турецкого историка Г. Безера, Али Кучук «жил чрезвычайно простой жизнью, не оставил после себя никаких богатств, кроме благотворительных учреждений в Мосуле и других городах. Со времён Занги он всегда принимал участие в борьбе атабеков с крестоносцами и всю жизнь верно служил Зангидам. Источники хвалят его за хороший нрав, справедливость и щедрость. Армия Мосула под его командованием была идеальной во всех отношениях». По словам К. Альптекина, «он не оставил большого состояния своим сыновьям».

## Семья
У Али Кучука было четыре сына:
- Музафферуддин Кёкбори;
- Зейнеддин Юсуф Йиналтегин;
- Акбори; по словам Г. Безера, о нём нет никакой информации;
- Алааддин; умер в Дамаске, куда уехал со своей матерью Фархундой-хатун, дочерью Рыдвана, после смерти отца.